# Acacia acanthophylla
Acacia acanthophylla é uma espécie de leguminosa do gênero Acacia, pertencente à família Fabaceae.